# Czerwień Kongo
Czerwień Kongo – organiczny związek chemiczny z grupy barwników azowych, stosowany m.in. jako chemiczny wskaźnik pH. Zmiana barwy z niebieskiej (odczyn kwasowy) na czerwoną (odczyn zasadowy) następuje w zakresie pH 3,0–5,0.
Czerwień Kongo umiarkowanie rozpuszcza się w wodzie z wytworzeniem roztworu koloidalnego. Silnie (lecz nie kowalencyjnie) wiąże się z włóknami celulozowymi, co wykorzystywano do barwienia materiałów zawierających celulozę (takich jak bawełna, drewno, papier). Ze względu na toksyczność i tendencję do zmiany barwy pod wpływem potu od dawna nie jest stosowany.
Ponieważ zmiana barw jest przeciwna do zmiany barw lakmusu, czerwieni Kongo używa się do wykonania żartobliwego doświadczenia chemicznego. Polega ono na zanurzeniu niebieskiego papierka lakmusowego (stosowanego do wykrywania odczynu kwasowego, pod wpływem którego zmienia barwę na czerwoną) do roztworu o odczynie kwasowym z dodatkiem czerwieni Kongo. Roztwór ten jest zabarwiony na niebiesko, a równie niebieski papierek lakmusowy zmienia barwę na czerwoną. Analogicznie użycie zasadowego roztworu z dodatkiem czerwieni Kongo (o czerwonej barwie) oraz czerwonego papierka lakmusowego (stosowanego do wykrywania odczynu zasadowego, pod wpływem którego zmienia barwę na niebieską) pozwala ze zmienić kolor czerwony na niebieski w czerwonym roztworze.

## Historia
Czerwień Kongo została otrzymana po raz pierwszy w 1883 przez Paula Bottigera pracującego dla firmy Bayer w Elberfeld (Niemcy). Bottiger poszukiwał barwnika do wyrobów tekstylnych, który nie wymagałby etapu zaprawiania. Ponieważ firma nie była zainteresowana jasnoczerwoną substancją zsyntetyzowaną przez Bottigera, opatentował on ją na swoje nazwisko i sprzedał firmie AGFA, która wprowadziła barwnik na rynek pod nazwą czerwień Kongo. Oczekiwano, że nazwa ta wzbudzi szczególne zainteresowanie ze względu na odbywającą się Konferencję Berlińską poświęconą uregulowaniu europejskiego kolonializmu w Afryce. Ponieważ barwnik okazał się jednym z większych sukcesów komercyjnych AGFY, kolejne barwniki także zawierały w nazwie człon „Kongo”, np. błękit Kongo, oranż Kongo, brąz Kongo i in.